# یک بوسه برای سیندرلا (فیلم)
«یک بوسه برای سیندرلا» (انگلیسی: A Kiss for Cinderella) فیلمی در ژانر درام به کارگردانی هربرت برنون است که در سال ۱۹۲۵ منتشر شد. از بازیگران آن می‌توان به بتی برانسون، تام مور، و استر رالستون اشاره کرد.